# Adelaida García Morales
Adelaida García Morales (Badajoz, 1945 - Dos Hermanas, 22 de setembre de 2014) va ser una escriptora espanyola. Als tretze anys es va traslladar a Sevilla, d'on eren els seus pares i on va viure una gran part de la seva joventut. Es va llicenciar en Filosofia i Lletres el 1970 a Madrid, on també va estudiar escriptura de guions a l'Escola Oficial de Cinematografia.
Va treballar com a professora de Llengua Espanyola i de Filosofia a Secundària. Va ser model, actriu, dins del grup de teatre Esperpento, i també traductora a Algèria. Va debutar el 1985 amb un aclamat volum que reunia dos relats: El Sur i Bene. El primer relat va ser portat al cinema per Víctor Erice, que llavors era la seva parella, amb el mateix títol, El Sur. Amb la seva següent obra, El silencio de las sirenas, que transcorre en una localitat de La Alpujarra, on ella va residir, va obtenir el Premi Herralde de Novel·la. Va ser guardonada amb el Premi Ícar per Diario 16. Va morir el 22 de setembre de 2014 a Dos Hermanas.

## Novel·les per ordre de publicació
- Archipiélago, 1981 novel·la finalista del Premi Sésamo 1981
- El Sur seguido de Bene (Anagrama, 1985)
- El silencio de las sirenas  (Anagrama, 1985) Premi Herralde 1985 i Premi Ícaro 1985
- La lógica del vampiro (Anagrama, 1990) novel·la.
- La mujeres de Héctor (Anagrama, 1994) novel·la.
- La tía Agueda (Anagrama, 1995) novel·la.
- Mujeres solas. Cuentos (Plaza y Janés, 1996) contes.
- Nasmiya  (Plaza y Janés, 1996) novel·la.
- El accidente  (Anaya, 1997) conte.
- La señorita Medina  (Plaza y Janés 1997) novel·la.
- El secreto de Elisa  (Debate, 1999) novel·la.
- Una historia perversa  (Planeta, 2001) novel·la.
- El testamento de Regina  (Debate, 2001) novel·la.

### Altres
- La carta. Cuento en Vidas de mujer (Alianza 1998) contes. VV. AA.
- El legado de Amparo. Cuento en Mujeres al alba (Alfaguara. 1999). contes. VV.AA.
- La mirada. Cuento en Don Juan. Relatos (451 Editores, 2008) contes. VV.AA.